# عبد الله الهميان
عبد الله علي الهميان لاعب كرة قدم سعودي ، يلعب في الوسط في نادي الروضة.

## مسيرة اللاعب
لعب سابقاً في نادي هجر في الفئات السنية نادي الروضة ونادي الجيل و تم ايقافه في قضية تلاعب في المباريات في عام 2016 لمدة عامين وبعد انتهاء إيقافه وقع مع نادي العدالة في عام 2018 و عاد إلى نادي الروضة في صيف 2021.

## روابط خارجية
- عبد الله الهميان على موقع قاعدة بيانات كرة القدم.إي يو (الإنجليزية)
- عبد الله الهميان على موقع Soccerway.com (الإنجليزية)
- عبد الله الهميان على موقع كووورة